# Atfalati
Els atfalati, també coneguts com a tualatin foren una tribu o banda dels amerindis kalapuyes que vivien originàriament a la vall de Tualatin a la part nord-oest de l'estat d'Oregon. La tribu tenia llogarets permanents que habitaven durant els mesos d'hivern situats a les ribes i rodalia del llac Wapato (que havia estat drenat), i vora de les actuals ciutats de Beaverton, Forest Grove, Gaston, i Hillsboro.

## Cultura
Els atfalati oscil·laven al voltant de la vall, dedicats a un estil de vida de caçadors-recol·lectors, Els productes alimentaris primaris inclouen els cérvols, arrels de camassia, peix, baies, ants i pinyes. Per fomentar el creixement de la planta camassia i mantenir un hàbitat beneficiós per als cérvols i ants, el grup va cremar el fons de la vall per evitar el creixement dels boscos, una pràctica comuna entre els kalapuya. Poc se sap dels costums natius atfalati. El seu llenguatge va ser estudiat per Albert Samuel Gatschet, i la majoria del que s'ha après del kalapuya correspon al dialecte atfalati.
Els euro-americans començaren a arribar a la llar dels atfalati a començaments del segle xix, i els colons pel 1840. Per aquest temps les malalties havien delmat les poblacions de nadius al Nord-oest del Pacífic, incloent els atfalati. S'estima que la banda es va reduir d'una població al voltant de 600 en 1842 a només 60 el 1848. El govern dels Estats Units va negociar un tractat en 1851 amb el grup per permetre una petita reserva al llac Wapato, però el tractat mai va ser ratificat. En 1855 el govern negocià un nou tractat amb el grup més gran dels kalapuya que incloïa als atfalati. Aquest tractat eliminà els atfalati de la reserva índia Grand Ronde a la part occidental de la vall de Willamette als peus de la Serralada de la Costa d'Oregon on hi vivien amb una varietat d'altres tribus.